# Kankélé
Kankélé est une localité située dans le département de Poura de la province des Balé dans la région de la Boucle du Mouhoun au Burkina Faso.

## Santé et éducation
Le village possède un centre de formation.